# Llei curiada
Llei curiada (lex curiata) era el nom general donat a les lleis romanes que eren votades pels comicis a les cúries.
Perquè en el dret romà es creés una nova llei del tipus lex curiata, la iniciativa havia de partir d'un magistrat, generalment un cònsol, (el rogante magistratu) i després se sotmetia a la consulta de les assemblees del poble, les comitia centuriata.
El text de la llei havia de tenir les següents parts constitutives:
- Praescriptio, indicant el nom del magistrat que eia la proposta.
- Rogatio, el text propi de la llei.
- Sanctio, explicant les conseqüències de la inobservança de la llei. Les lleis privades de sanctio eren dites leges imperfectae.

A través de les lleis curiades es regulava el dret públic, mentre que per modificar les lleis que regulaven els assumptes privats o dret privat es feia a través de la scita plebis.
El jurista romà Gai, en el seu llibre titulat Institutionum va donar la següent definició de plebiscitum, comparat amb la llei curiada:
Lex est quod populus iubet atque constituit; plebiscitum est quod plebs iubet atque constituit («La llei és allò que el poble mana i estableix. El plebiscit és allò que la plebs mana i estableix.») 

## La rogatio
La rogatio era també el nom que rebia un projecte de llei abans de ser aprovat. El fet que se sotmetés a la votació de les assemblees representatives del poble (les comitia curiata), implicava que el poder residia en els ciutadans, el senat podia fer decrets, però només una rogatio que hagués passat per l'aprovació del poble passava a tenir rang de llei (lex). La paraula rogatio, que deriva del verb rogo(«qüestionar, demanar»), expressa aquesta condició necessària.
El procediment era el següent: Un magistrat amb competència per convocar una assemblea proposava un projecte de llei (rogatio legis); al qui feia la proposta se l'anomenava lator o rogante magistratu i els qui expressaven la seva opinió a favor es deien auctor. De les discussions al senat sorgia la redacció de la llei i llavors aquest text es feia públic (promulgare rogationem o promulgatio) i com a mínim tres setmanes abans calia sotmetre la rogatio a l'aprovació per part de les assemblees. Durant aquest període, els ciutadans podien comentar i discutir el projecte de llei i proposar canvis o, menys freqüentment, demanar que retiressin la proposta, tot això en reunions informals (contiones). Un cop la llei se sotmetia a votació formal en una cúria ja no s'acceptaven modificacions.
El legislador qui presentava el projecte de llei exclamava en veu alta: Velitis iubeatis, Quirites? («Ciutadans, aproveu aquesta ordre?») i la gent votava "si" o "no" sense més discussió. Si un projecte de llei era retirat després del període de discussions però abans del moment de la votació, podia ser degut al fet que algun tribú havia amenaçat de fer ús del seu dret a veto o potser perquè s'havia comprovat que la proposta desagradava majoritàriament a la plebs. Quan un projecte de llei superava la consulta de les cúries s'exclamava rogatio lata est i llavors passava a considerar-se llei (lex) després que el magistrat president feia un anunci oficial de tots els resultats.
A començaments de la República, calia que el senat aprovés la constitucionalitat d'una llei abans que fos promulgada; i això va començar amb la llei Publilia de legibus el 339 aC, la qual requeria que almenys un dels dos censors fos un plebeu, s'establia que l'aprovació (patrum auctoritas) era una condició prèvia perquè un projecte de llei se sotmetés a la votació en una assemblea. Malgrat això, el senat va ignorar a vegades aquesta condició, fent servir mesures popularistes. Les lleis presentades amb la intenció de declarar una guerra havien de ser del tipus "llei curiada", és a dir, havien de comptar amb el consentiment de les assemblees tribals, tot i que en moments d'urgència el senat preferia designar un dictador temporal i evitar el procediment habitual de les lleis.
Quan un projecte de llei passava a ser llei, s'escrivia sobre coure o marbre i es desava a l'arxiu (aerarium populi romani) sota la vigilància dels qüestors.
L'any 63 aC, Ciceró va aconseguir que retiressin una rogatio (la Servilia agraria) adreçant un discurs als ciutadans; sembla que va ser l'única vegada en què l'oratòria va impedir tirar endavant una llei, que en aquest cas hauria servit per distribuir terres entre els més pobres. També podria ser que se li atribuís a Ciceró un mèrit que en realitat no va tenir i que Publi Servili Rul·le, el promotor de la llei, va retirar la proposta per l'amenaça de veto d'un dels tribuns i per això mai va passar per la votació de les comitia.